# Старгардський повіт
Старгардський повіт (пол. powiat stargardzki) — один з 18 земських повітів Західнопоморського воєводства Польщі. Утворений 1 січня 1999 року внаслідок адміністративної реформи.
 'Район Stargard'  — район в північно-західній Польщі, у Західнопоморському воєводстві, створений в 1999 році відповідно до адміністративної реформи. Він заснований в Старгарді (до кінця 2015 називався Старгард Щецінський).
За даними на 31 грудня 2013 року в окрузі мешакало 120 726 людей.
У районі, крім туризму, є харчова промисловість, машинобудування та одяг.
Округ включає:
- Муніципалітети: Старгард
- Місько-сільські поселення: Хочивель, Добжани, Інсько, Сухань
- Волості: Доліце, Кобилянка, Мар'яново, Стара Домброва, Старгард
- Міста: Старгард, Хочивель, Добжани, Інсько, Сухань

## Загальні дані
Повіт знаходиться у південній частині воєводства.
Адміністративний центр — місто Старгард-Щецінський.
Станом на 1.01.2008 населення становить 119 192 осіб, площа 1519,97 км².
На терени повіту були депортовані 4934 українці з українських етнічних територій у 1947 році (т. з. акція «Вісла»).

## Демографія
Демографічні дані повіту станом на 30.06.2005:
|       | Всього  | Всього | Жінки  | Жінки | Чоловіки | Чоловіки |
| ----- | ------- | ------ | ------ | ----- | -------- | -------- |
|       | осіб    | %      | осіб   | %     | осіб     | %        |
| Повіт | 119 872 | 100    | 61 145 | 51    | 58 727   | 49       |
| Міста | 80 205  | 100    | 41 414 | 51,6  | 38 791   | 48,4     |
| Села  | 39 667  | 100    | 19 731 | 49,7  | 19 936   | 50,3     |